# Katrin Grüber

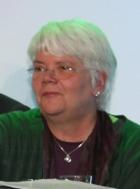
Katrin Grüber (2011)

Katrin Grüber (* 20. November 1957 in Frankfurt am Main) ist eine deutsche Politikerin (Bündnis 90/Die Grünen).
Nach dem Abitur 1976 studierte Grüber von 1976 bis 1987 die Lehramtsfächer Biologie und Chemie in Tübingen und promovierte in Biologie 1987 (Trophogene Grundlagen der Fortpflanzung bei Getreideblattläusen). Von Januar bis Juli 1988 war sie Angestellte beim Stadtreinigungsamt Stuttgart und von August 1988 bis Mai 1990 Umweltreferentin beim Landesverband NRW der Partei Die Grünen.
Grüber war von 1990 bis 2000 Abgeordnete des elften und zwölften Landtags von Nordrhein-Westfalen. Sie zog jeweils über die Landesliste ihrer Partei in den Landtag ein.
Heute ist Grüber Leiterin des Instituts Mensch, Ethik und Wissenschaft gGmbH (IMEW) in Berlin. Seit November 2015 ist sie Beiratmitlgied der Vereinigung Deutscher Wissenschaftler (VDW e.V.)

## Belege
1. ↑  Kurzer Lebenslauf Katrin Grüber. Archiviert vom Original (nicht mehr online verfügbar) am 9. März 2016; abgerufen am 9. März 2016.  Info: Der Archivlink wurde automatisch eingesetzt und noch nicht geprüft. Bitte prüfe Original- und Archivlink gemäß Anleitung und entferne dann diesen Hinweis.
2. ↑  Neuer Vorstand der VDW e.V. 27. November 2015, archiviert vom Original (nicht mehr online verfügbar) am 9. März 2016; abgerufen am 9. März 2016.  Info: Der Archivlink wurde automatisch eingesetzt und noch nicht geprüft. Bitte prüfe Original- und Archivlink gemäß Anleitung und entferne dann diesen Hinweis.

| Personendaten    | Personendaten                                     |
| ---------------- | ------------------------------------------------- |
| NAME             | Grüber, Katrin                                    |
| KURZBESCHREIBUNG | deutsche Politikerin (Bündnis 90/Die Grünen), MdL |
| GEBURTSDATUM     | 20. November 1957                                 |
| GEBURTSORT       | Frankfurt am Main                                 |